# 1757年の相撲
1757年の相撲（1757ねんのすもう）は、1757年の相撲関係のできごとについて述べる。

## できごと
現在の大相撲に連なる江戸相撲の最古の番付が存在する。

## 本場所など
- 5月場所（京都相撲）[1]
  - 興行場所:二条川東
- 10月場所（江戸相撲）[2]
  - 興行場所:浅草御蔵前八幡社内
  - 初日:11月16日（旧10月5日）